# 161e division de fusiliers (1re formation)
Pour les articles homonymes, voir 161e division.
La 161e division de fusiliers (russe : 161-я стрелковая дивизия) est une division d'infanterie de l'Armée rouge pendant la Seconde Guerre mondiale. Mise sur pied à l'été 1940, elle devient la 4e division de fusiliers de la Garde (en) en septembre 1941.

## Historique
La division est formée du 1er juillet au 28 août 1940 à Moguilev dans le district militaire spécial de l'Ouest, basée sur des cadres de la 143e division de fusiliers et des 342e et 356e régiments de réserve, sous le commandement du colonel Alexey Mikhaylov . Lors de l'ouverture de l'opération Barbarossa, la division était dans le même district et avait l'ordre de bataille suivant :
- 477e régiment de fusiliers
- 542e régiment de fusiliers
- 603e régiment de fusiliers
- 628e régiment d'artillerie légère
- 632e régiment d'obusiers
- 135e bataillon antichar
- 475e bataillon antiaérien
- 245e bataillon de reconnaissance
- 154e bataillon de sapeurs
- 422e bataillon des transmissions
- 169e bataillon médical

En mai, la division avait été portée à un effectif d'environ 12 000 hommes avec l'ajout d'ouvriers et d'agriculteurs collectifs, dont 396 membres et candidats du Parti communiste et 2 170 Komsomols, indiquant une forte proportion d'hommes plus jeunes et bien motivés. De plus, une forte proportion d'officiers supérieurs avaient une expérience du combat, issue de la guerre d'Hiver.
Le 22 juin 1941, la 161e division de fusiliers était en transit depuis le camp de Drutyskie dans l'oblast de Moguilev pour rejoindre le 44e corps de fusiliers (ru) près de Minsk. Pris dans les combats confus à l'est de cette ville, elle a combattu au sein la 13e armée sous les ordres du 44e et du 2e corps de fusiliers (ru). En août, elle a été réaffectée à la 20e armée du front occidental et, le 15, ses effectifs sont les suivants suivants : 695 officiers ; 787 sous-officiers ; 5 306 hommes du rang, plus 400 remplaçants venant d'arriver ; 5 464 fusils ; 32 pistolets-mitrailleurs ; 20 mitrailleuses lourdes ; 74 mitrailleuses légères ; 1 mitrailleuse lourde antiaérienne ; 12 canons de 76 mm ; et pas de canons antichars, d'obusiers ou de mortiers. La division s'est distinguée lors de la bataille de Smolensk pour sa défense obstinée et ses contre-attaques locales, et elle a été retirée dans la réserve du haut commandement suprême en septembre. Le 18 septembre, en reconnaissance de ses distinctions antérieures et de son succès dans l'offensive de Ielnia, la 161e est devenue la quatrième des quatre divisions de fusiliers d'origine élevées au statut d'unité de la Garde à cette date.